# Миколаївський міжрегіональний інститут розвитку людини «Україна»

## Про університет
Миколаївський міжрегіональний інститут розвитку людини «Україна» — наукова установа, що має підтримку держави та є експериментальним майданчиком Академії наук України. Лауреат Всеукраїнського рейтингу «Вища проба», конкурсу «Найкращі підприємства України» в номінації «Освіта»; займає 4-е місце серед ВНЗ Миколаївської області за кількістю студентів у 2009.
Рівень акредитації - IV. Ліцензія АГ № 508430, видана Міністерством освіти і науки 13.05.2011 р., дає  закладу право випускати молодших спеціалістів з 10 спеціальностей, бакалаврів з 21, спеціалістів із 13, магістрів із 14. Всього в університеті підготовка здійснюється з 28 спеціальностей.

## Структура
"Соціально-гуманітарний факультет"
"Економічний факультет". 

### Соціально-гуманітарний факультет
- Кафедри
  - Психології і дефектології
  - Здоров’я людини
  - Журналістики і видавничої справи та редагування
  - Іноземної філології і перекладу
  - Соціології
  - Правознавства

### Економічний факультет
- Кафедри
  - Кафедра менеджменту
  - Кафедра туризму
  - Кафедра технологій харчування та готельно-ресторанної справи
  - Кафедра економічної кібернетики та комп’ютерної інженерії
  - Кафедра фінансів та кредиту
  - Кафедра обліку та оподаткування
  - Кафедра комерційної діяльності
  - Кафедра маркетингу
  - Кафедра банківської справи

## Підготовка
- Міжнародний сертифікат IES
- Спеціальності, яких потребує ринок праці
- Висококваліфікований професорсько-викладацький склад (83% викладачів мають вчені ступені, звання), сучасна матеріальна база
- Можливість навчатися за двома спеціальностями
- Активна наукова та творча діяльність, міжвузівська українська та міжнародна інтеграція
- Залучення студентів до практичної діяльності на всіх етапах навчання, практика на провідних підприємствах міста, області, країни та зарубіжжя (американська асоціація готелів, компанія “Луїс хотелз”)
- Програма навчання учнів 10-11 класів за рівнем “молодший спеціаліст” із наданням загальноосвітньої підготовки
- Психологічна діагностика абітурієнтів та системи тренінгів для студентів

Всього в універститеті навчається приблизно 6000 студентів та пряцює близько 250 викладачів
На рівні магістрів Миколаївський міжрегіональний інститут розвитку людини "Україна" здійснює підготовку по  спеціальностях «Журналістика», Філологія («Переклад»), «Соціологія», «Психологія» (практична та клінічна), «Фізична реабілітація», «Дефектологія», «Маркетинг», «Фінанси та кредит», «Банківська справа», «Оподаткування», «Облік і аудит», «Комерційна діяльність», «Менеджмент і адміністрування», «Економічна кібернетика». Рівень бакалавра та спеціаліста: «Комп’ютерна інженерія», «Харчові технології», «Готельно-ресторанна справа», «Туризм», «Правознавство», «Соціальна робота», «Міжнародні відносини», «Видавнича справа та редагування», «Товарознавство», «Менеджмент зовнішньоекономічної діяльності».